# Марин Райков
Марин Райков Николов (болг. Марин Райков Николов; нар. 17 грудня 1960 року) — болгарський політик і дипломат. Тимчасовий прем'єр-міністр і міністр закордонних справ Болгарії навесні 2013 року.

## Життєпис
Марин Райков народився 17 грудня 1960 року в Вашингтоні, США. Його батько, Райко Николов, був дипломатом. Продовжив справу батька, також ставши дипломатом. В середині 80-их років XX століттяа закінчив у Софії Університет національного та світового господарства.
Був заступником міністра закордонних справ за врядування Івана Костова (1998—2001) та Бойко Борисова (2009—2010). Він, зокрема, відомий завдяки тому, що допомагав Болгарії розпочати процес інтеграції до загальноєвропейського блоку. За своїми поглядами є туркофілом.
2001 року був призначений на пост надзвичайного і повноважного посла Болгарії у Франції. З 2010 року обійняв цю ж посаду вдруге.
На початку 2013 року в Болгарії спалахнула урядова криза, й кабінет на чолі з Бойко Борисовим вийшов у відставку. Президент Болгарії Росен Плевнелієв призначив позачергові вибори на травень 2013 року, а технічним главою уряду країни став Марин Райков.